# 581 (číslo)
Pět set osmdesát jedna je přirozené číslo. Následuje po čísle pět set osmdesát a předchází číslu pět set osmdesát dva. Římskými číslicemi se zapisuje DLXXXI a řeckými číslicemi φπα.

## Matematika
581 je:
- Deficientní číslo
- Poloprvočíslo
- Nešťastné číslo

## Astronomie
- (581) Tauntonia je planetka hlavního pásu, kterou objevil v roce 1905 Joel Hastings Metcalf

## Roky
- 581
- 581 př. n. l.